# 新疆北鲵
新疆北鲵（学名：Ranodon sibiricus）为小鲵科北鲵属的两栖动物，分布于中國新疆、中亞等地，一般栖息于小山溪内、多为石底以及急流。其生存的海拔范围为1800至2500米。该物种的模式产地在哈萨克斯坦的塞米巴拉金斯克附近。